# 배세현
배세현(裵世玹, 1995년 3월 27일 ~ )은 대한민국의 축구 선수로서 포지션은 미드필더이다.

## 클럽 경력

### 제주 유나이티드 FC
2014 K리그 드래프트에서 클럽유스 우선지명으로 제주 유나이티드에 입단하였다.

## 수상

### 클럽

#### 울산 현대미포조선 돌고래
- 내셔널리그
  - 우승 1회 : 2016